# Borboroides donaldi
Borboroides donaldi är en tvåvingeart som beskrevs av Mcalpine 2007. Borboroides donaldi ingår i släktet Borboroides och familjen myllflugor. Inga underarter finns listade i Catalogue of Life.